# John Edgar Chenoweth
John Edgar Chenoweth (ur. 17 sierpnia 1897, zm. 2 stycznia 1986) – amerykański polityk.
W dwóch różnych okresach z ramienia Partii Republikańskiej reprezentował trzeci okręg wyborczy w stanie Kolorado w Izbie Reprezentantów Stanów Zjednoczonych. Najpierw w latach 1941–1949 pełnił tę funkcję przez cztery dwuletnie kadencje Kongresu Stanów Zjednoczonych, a następnie w latach 1951–1965 powrócił na to stanowisko na kolejnych siedem dwuletnich kadencji.